# バモーの戦い
バモーの戦いは、1283年に行われた、モンゴル帝国（大元ウルス）とパガン朝間の戦闘の一つ。
四川方面から来た宗王シャンウダル指揮下の10,000の元軍は、パガン朝の君主ナラティーハパテに降伏を呼びかけるため、パガン領に侵攻した。元軍はビルマ北部のバモーを攻撃、同時にパガン軍を打ち破った。ナラティーハパテ王は臣下とともにピューの西ラハニャカラに避難し、北部ビルマは征緬省として元の支配下に入った。
ナラティーハパテ王はようやく元への降伏を決め、和議が成立したため一旦元軍は退却した。しかし、これらの軍事的な失敗によってナラティーハパテ王は、国内でその信望を完全に失ってしまった。